# Chiesa di San Silvestro Papa (Premariacco)
La chiesa di San Silvestro Papa è la parrocchiale di Premariacco, in provincia e arcidiocesi di Udine; fa parte della forania del Friuli Orientale.

## Storia
All'inizio del Novecento l'antica chiesa di San Silvestro, la cui prima fase costruttiva risaliva al XIV secolo, si rivelò insufficiente a soddisfare le esigenze della popolazione e, così, si decise di edificarne una di maggiori dimensioni.
La prima pietra della nuova parrocchiale neogotica venne posta nel 1904; l'edificio fu portato a compimento nel 1914 e consacrato il 23 gennaio 1924 dall'arcivescovo di Udine Antonio Anastasio Rossi.
Il campanile venne eretto su progetto dell'architetto Pio Morandini da Cividale del Friuli e benedetto il 14 agosto 1932 dall'arcivescovo Giuseppe Nogara.
Negli anni ottanta si provvide ad adeguare la chiesa alle norme postconciliari e nel decennio successivo fu condotto un intervento di restauro per sanare i danni che erano stati provocati dall'evento sismico del 1976.

## Descrizione

### Esterno
La facciata a salienti della chiesa, rivolta a nordovest, è suddivisa da lesene in tre parti: quella centrale presenta centralmente il portale d'ingresso lunettato e strombato, una serie di loggette e il rosone, mentre le due ali laterali sono caratterizzate dagli ingressi secondari e da finestre a sesto acuto; sotto le linee degli spioventi corre una cornice caratterizzata da archetti pensili.
Vicino alla parrocchiale sorge il campanile a pianta quadrata, la cui cella presenta su ogni lato una trifora ed è coronata dalla cupola poggiante sul tamburo ottagonale e sormontata dalla lanterna.

### Interno
L'interno dell'edificio, che consta di sei campate, è suddiviso da colonne con capitelli corinzi sorreggenti archi ogivali in tre navate voltate a crociera, di cui le laterali sono abbellite da lesene; al termine dell'aula si sviluppa il presbiterio, rialzato di quattro gradini, ospitante l'altare maggiore e chiuso dall'abside poligonale.